# План (Уеска)
План (ісп. Plan) — муніципалітет в Іспанії, у складі автономної спільноти Арагон, у провінції Уеска. Населення — 332 особи (2009).
Муніципалітет розташований на відстані близько 410 км на північний схід від Мадрида, 80 км на північний схід від Уески.
На території муніципалітету розташовані такі населені пункти: (дані про населення за 2009 рік)
- План: 204 особи
- Саравільйо: 98 осіб
- Сервето: 34 особи

## Демографія
Динаміка населення (INE ):

## Галерея зображень

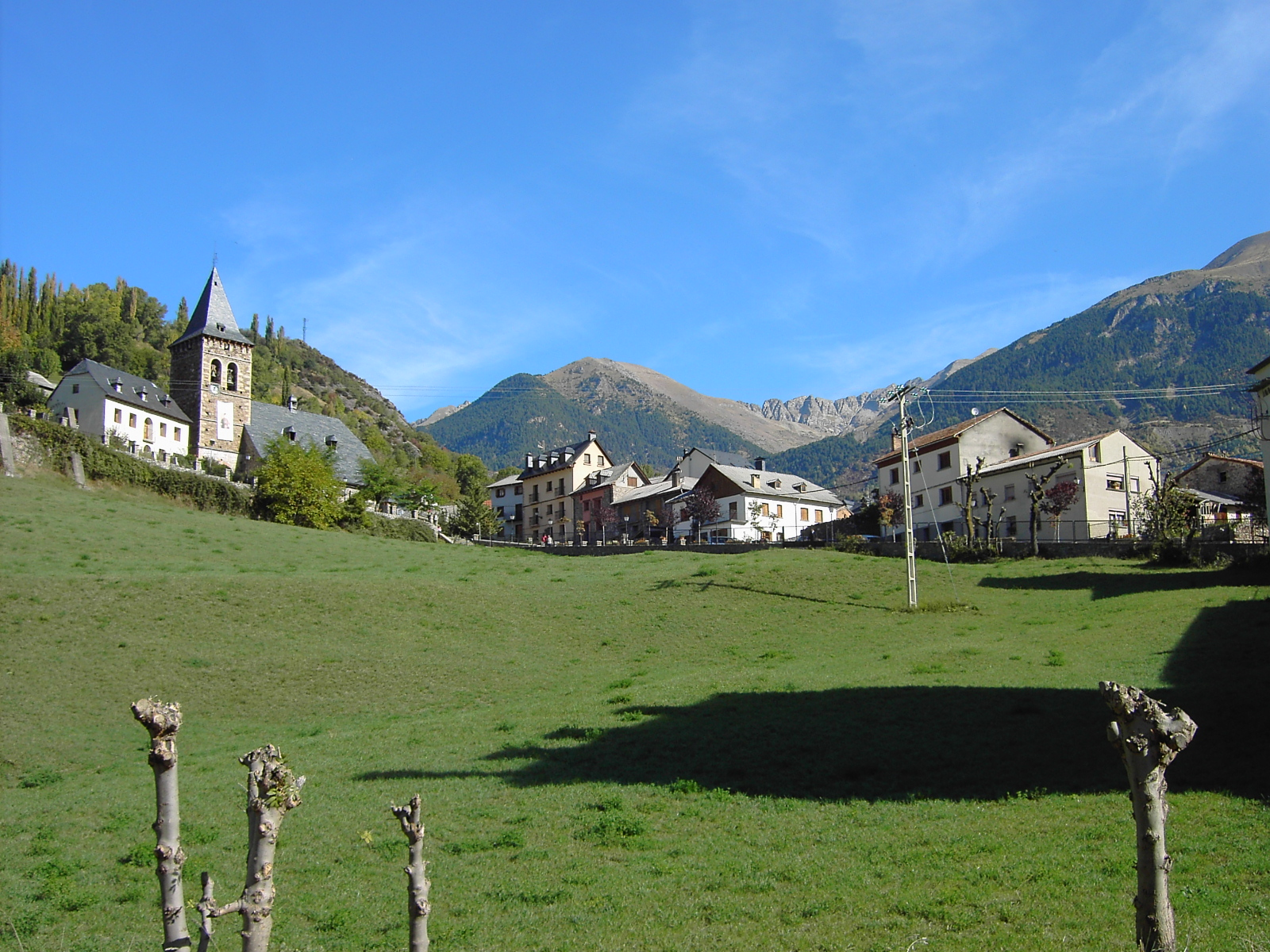
План